# Mordechai Vanunu
Mordechai Vanunuⓘ, em hebraico,מרדכי ואנונו, também conhecido pelo seu nome de batismo, John Crossman (Marrakech, 13 de outubro de 1954) é um técnico nuclear e militante israelense, conhecido por ter revelado informações acerca do programa nuclear do Estado de Israel para a imprensa britânica, em 1986. Logo depois, foi sequestrado em Roma por agentes do serviço secreto israelense (Mossad), e levado de volta a Israel, onde foi julgado e condenado por traição.

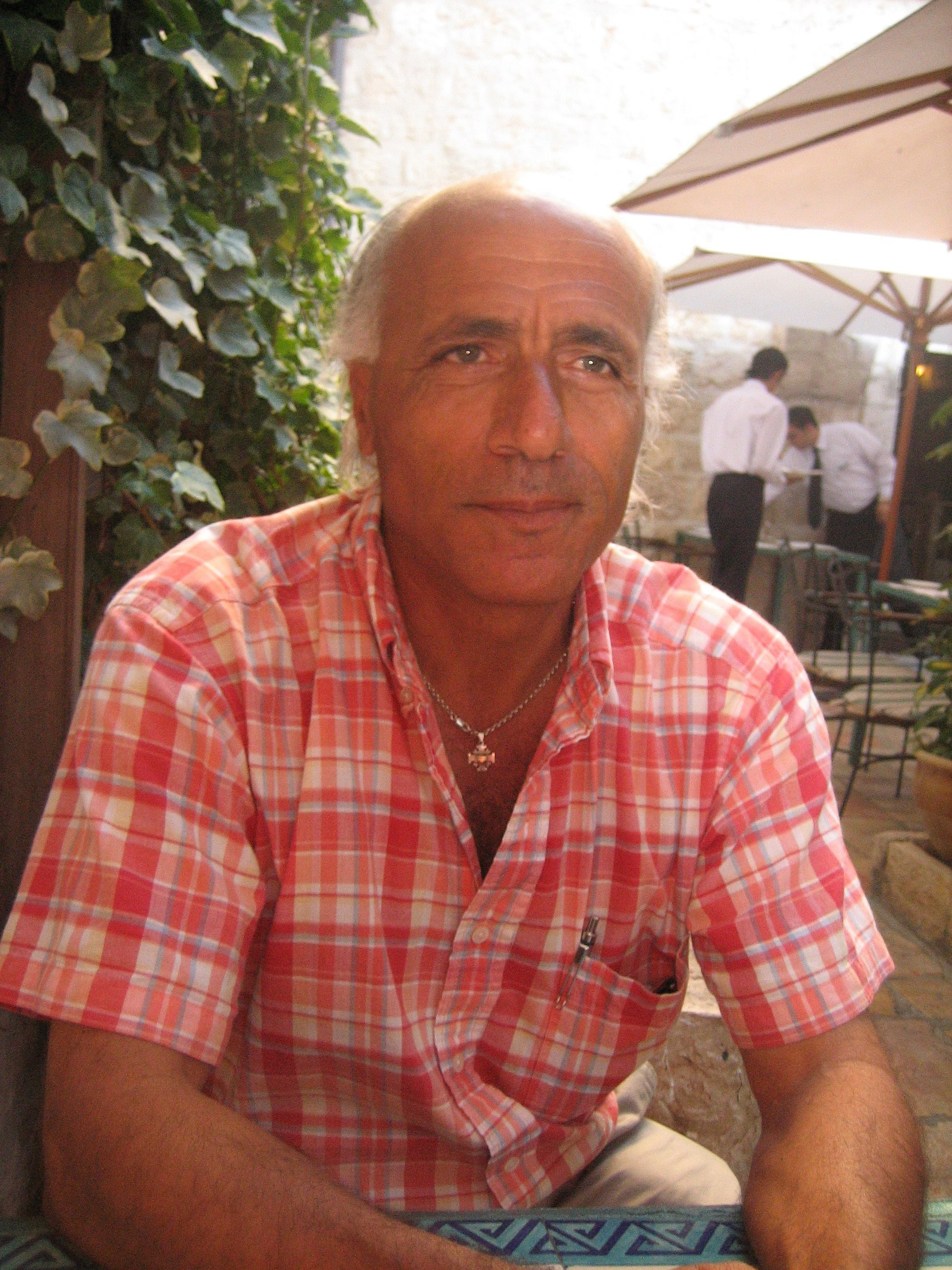
Mordechai Vanunu, 2009

Mordechai Vanunu permaneceu preso por 18 anos, sendo mais de 11 deles em cela solitária. Vanunu foi solto em 2004, porém ainda continuou sujeito a uma série de restrições de comunicação e movimento. Desde que deixou a prisão voltou a ser preso por diversas vezes, acusado de não respeitar tais restrições. Em março de 2005, foi citado por 21 acusações de "contravenção à ordem legal", sujeito a pena máxima de 2 anos de prisão por acusação, e desde então esperava pelo julgamento em liberdade. Em 2007, foi sentenciado a seis meses de prisão, por violação dos termos da condicional. A sentença foi considerada inusitada, mesmo pela promotoria, que esperava uma suspensão da sentença. Em reação ao veredito, a Anistia Internacional emitiu um comunicado à imprensa em 2 julho de 2007, declarando: "Esta organização considera Mordechai Vanunu como um prisioneiro de consciência e pede sua imediata e incondicional libertação." Em maio de 2010, Vanunu voltou a ser preso, tendo sido sentenciado a três meses de prisão, sob a acusação de ter se encontrado com estrangeiros, violando as condições da sua libertação da prisão em  2004.
Em dezembro de 2013, a  Suprema Corte Israelense negou, pela sétima vez, permissão para Vanunu deixar Israel. 
Alguns grupos de direitos humanos consideram Vanunu um prisioneiro de opinião. Num comunicado à imprensa de 19 de abril de 2005, a Anistia Internacional condenou as atuais restrições impostas a Vanunu  Entretanto, o governo israelense ainda o considera um traidor. Alguns israelenses não concordam. Issam Makhoul, líder do Partido Comunista de Israel e ex-membro do Knesset, considera Vanunu "não um traidor", mas um "herói de Israel".  Vanunu é um crítico áspero da política israelense e rejeita a necessidade de um estado judeu.

## Infância, trabalho e conversão ao Cristianismo
Vanunu nasceu em Marraquexe, Marrocos, em uma família judia; seu pai era um rabino. Em 1963, aos nove anos, emigrou para Israel com seus pais e onze irmãos, amparado pela Lei do retorno. Completou seus três anos de serviço militar na unidade de sapa nas Forças de Defesa de Israel, como sargento. Depois de concluir o serviço militar, Vanunu estudou filosofia na Universidade Ben-Gurion do Negueve, onde passou a criticar as políticas governamentais de Israel, formando um grupo chamado "Campus", junto a outros quatro estudantes judeus e cinco estudantes árabes. Vanunu admirava Evron Pollakov, um de seus professores, que se negara a prestar o serviço militar no Líbano, durante a ocupação israelense, e fora preso por isso. Vanunu também integrava um grupo chamado "Movimento para o Avanço da Paz". Ele nunca se graduou.
Entre 1976 e 1985, trabalhou como técnico no Centro de Pesquisas Nucleares de Negueve, localizado no deserto de Negueve, ao sul de Dimona. Agências de inteligência internacionais estimam que Israel desenvolvia armas nucleares já na década de 1960, embora o país sempre tenha mantido uma política ambígua, nem afirmando ou negando a existência de armas atômicas. Foi durante seu período de serviço nas instalações nucleares de Negueve que um dos grupos de esquerda do qual Vanunu participara protestou contra o ataque israelense ao reator nuclear iraquiano de Osiraq. 
Vanunu foi dispensado dos serviços do Centro de Pesquisas Nucleares em 1985. Acredita-se que nesta época ele já estaria bastante perturbado pelo programa nuclear israelense. Partiu para o Nepal, considerando uma possível conversão ao Budismo, indo depois para Myanmar e também para a Tailândia. Em 1986, partiu para Sydney, Austrália, morou num albergue e trabalhou como lava-pratos e taxista. Começou então a participar dos cultos da igreja anglicana local. Lá conheceu o reverendo John McKnight, que trabalhara com sem-tetos e viciados em drogas, e  converteu-se ao Cristianismo. Foi batizado como John Crossman pela Igreja Anglicana Australiana, afastando-se de sua família. Em Sydney, também conheceu Peter Hounam, um jornalista do The Sunday Times, de Londres.

## Revelação, rapto e publicação dos fatos
No início de setembro de 1986, Vanunu viajou para Londres com o jornalista Hounam e, violando seu compromisso de não revelar nada do programa nuclear israelense, desvelou o que sabia a respeito do assunto ao jornal The Sunday Times, entregando inclusive fotografias que havia tirado secretamente durante sua estada em Dimona. Desconfiando das afirmações de Vanunu, o diário inglês decidiu investigar o caso mais a fundo. Aparentemente frustrado pela demora em publicar suas revelações, Vanunu contatou um jornal rival, o tablóide The Daily Mirror, que pertencia a Robert Maxwell.
Vanunu foi delatado aos israelenses pelo serviço secreto britânico. Acredita-se que Robert Maxwell o tenha denunciado. Também é possível que os israelenses tenham tomado conhecimento dos fatos pelas investigações realizadas pelo Sunday Times, que contatara a embaixada israelense em Londres atrás de evidências que corroborassem a matéria.
O governo israelense tinha um bom relacionamento com a Primeira Ministra Margaret Thatcher. Para evitar embaraços, foi preciso tirar Vanunu do Reino Unido por sua própria vontade, para depois sequestrá-lo. Em 30 de setembro, a agente da Mossad, Cheryl Bentov, disfarçada de turista norte-americana, convenceu-o a voar para Roma para um passeio de fim de semana. Já em Roma, agentes da Mossad sedaram Vanunu e o levaram de volta a Israel num navio cargueiro.
Em 5 de outubro de 1986, o jornal The Sunday Times publicou a história na primeira página sob a chamada: "Revelado: os segredos do arsenal nuclear de Israel".

## Prisão
Vanunu foi julgado em Israel por traição e espionagem. O julgamento foi secreto, realizado no Distrito Judicial de Jerusalém perante o Chefe de Justiça Eliahu Noam e os juízes Zvi Tal e Shalom Brener. Não lhe foi permitido contato com a mídia, mas ele escreveu detalhes de sua captura (ou, mais precisamente, do seu seqüestro) na palma de sua mão e, enquanto era transportado para a prisão, mostrou-a pela janela do automóvel para que os jornalistas a vissem 
Em 7 de fevereiro de 1988, a corte o sentenciou a 18 anos de prisão, contados a partir do dia de sua captura. O governo israelense se negou a publicar a sentença até 1999, quando deixou que se publicassem trechos dela no jornal israelense Yedioth Ahronoth.
A pena de morte em Israel só é cabível em circunstâncias especialíssimas. Em 2004, o ex-diretor do Mossad, Shabtai Shavit, relatou à agência de notícias Reuters que a hipótese de "execução extrajudicial" foi considerada à época do julgamento, mas acabou rejeitada. Segundo suas palavras: "judeus não fazem isso com outros judeus".
O governo israelense manteve Mordechai Vanunu em total isolamento por cerca de 11 anos, a pretexto de que, de outro modo, ele poderia revelar mais segredos no programa nuclear nacional. Enquanto esteve preso, Vanunu recusou tratamento psiquiátrico. Muitos críticos do governo israelense alegam que Vanunu não tinha informação adicional alguma que pusesse em risco a segurança de Israel, e que o seu confinamento se devia principalmente a pressões políticas. Outros também questionaram o fato de que Vanunu tivesse pouca informação técnica disponível. Seu último apelo contra a condenação foi  negado pela Suprema Corte de Israel, em 1991.
Durante seu período de encarceramento, Vanunu afirma ter se rebelado algumas vezes, não conversando com os guardas, lendo apenas jornais de língua inglesa e assistindo somente à emissora BBC. Até se recusou a comer por diversas vezes. Seu advogado, Avigdor Feldman, declarou que: "Vanunu é a pessoa mais teimosa, resistente e afeito a princípios que jamais conheci".

## Libertação
Em 2004, pouco antes da data prevista para o fim de sua pena, Vanunu permanecia desafiador, quando interrogado pelo serviço de segurança. Em gravação de seu interrogatório, tornado público depois de sua libertação, ele é ouvido dizendo "Eu não sou traidor ou espião. Só queria que o mundo soubesse o que estava acontecendo". Ele também diz: "Nós não precisamos de um estado judeu. Necessita-se de um estado palestino. Judeus podem e têm vivido em qualquer lugar. Logo não há necessidade de um estado judeu".
Vanunu foi liberto em 21 de abril de 2004. Mencionou seu desejo de dissociar-se completamente de Israel, negando-se a falar hebraico e com planos de se mudar para a Europa ou para os EUA  assim que o governo israelense permitisse a sua saída de Israel. Afastou-se da maior parte da família mas ainda mantém contato com um dos irmãos.
Várias restrições foram impostas a Vanunu pelas autoridades israelenses, justificadas pelo medo de que ele revele mais segredos de Estado. As restrições impostas a ele são:
- Deve morar em alguma cidade israelense de sua escolha.
- Deve noticiar às autoridades qualquer deslocamento entre cidades.
- Não lhe é permitido ter contato com estrangeiros, seja pessoalmente, por telefone, e-mail ou qualquer outro meio.
- Não lhe é permitido se aproximar de qualquer embaixada, visitar portos ou chegar a menos de 500 metros de qualquer fronteira internacional.
- Não pode deixar Israel. Tal restrição foi estendida para abril de 2006 [11] e novamente ampliada para abril de 2007, por alegadas violações às restrições impostas.

Vanunu afirma que seu conhecimento do programa nuclear é muito antigo e que não há nada que ele possa revelar à imprensa que já não seja sabido por todos. Apesar das restrições a que está submetido desde que saiu da prisão, ele tem dado várias entrevistas à imprensa estrangeira, inclusive uma entrevista ao vivo, feita por telefone, à BBC escocesa.
Em 22 de abril de 2004, Vanunu entrou em contato com o governo norueguês, pedindo um novo passaporte e asilo político na Noruega, por "razões humanitárias", mas o pedido não foi atendido  porque tem que ser feito no próprio país onde a pessoa procura refúgio.  A Suécia também rejeitou o pedido de Vanunu pela mesma razão, informando que a regra esta baseada nas Convenções de Genebra. Também pediu asilo à Irlanda e a outros países e afirmou que aceitaria asilo em qualquer um deles porque teme por sua vida, mas não teve sucesso.
Desde sua saída da prisão, Vanunu tem comparecido aos tribunais isralesenses em inúmeras ocasiões, acusado de violar as restrições que lhe foram impostas. Foi preso ao tentar se deslocar para Belém. Teve também seu dormitório, na Catedral de São Jorge, em Jerusalém,  invadido por policiais, e seus bens foram confiscados. Em 2006, a Microsoft foi acusada de ajudar a polícia israelense a obter documentos incriminando Vanunu.
Pedidos internacionais de suspensão das restrições impostas a Vanunu têm sido ignorados reiteradamente pelo Estado israelense.

## Apoio a Vanunu
O Parlamento Europeu condenou as restrições impostas por Israel a Vanunu, e se referiu à captura de Vanunu pelos agentes da Mossad como uma violação brutal da soberania italiana e das leis internacionais. A Anistia Internacional descreveu o tratamento dado a Vanunu como "cruel, desumano e degradante".
Vanunu recebeu o Prêmio Nobel Alternativo em 1987, e também o título de Doutor honoris causa pela Universidade de Tromsø em 2001. Foi indicado por Joseph Rotblat para o Prêmio Nobel da Paz desde 1988 até 2004. Em 2005, recebeu o Prêmio da Paz do Povo Norueguês (Folkets fredspris). Outros ganhadores desse prêmio são Vytautas Landsbergis (1991), Alva Reimer Myrdal (1982), Mairead Corrigan e Betty Williams. Myrdal, Corrigan e Williams também receberam o Prêmio Nobel da Paz.
Em dezembro de 2004, num ato de solidariedade, foi eleito pelos estudantes da Universidade de Glasgow para ser o reitor por três anos . Em 22 de abril de 2005, foi formalmente admitido como reitor , mas não pode desempenhar nenhuma de suas funções já que continua confinado em Israel. Desde então, o Glasgow Herald lançou uma campanha por sua libertação.

## Últimas detenções

### 2004
- Em 11 de novembro de 2004, Vanunu foi detido pela Unidade Investigadora Internacional da Polícia Israelense, por volta das 9 horas da manhã, enquanto desjejuava. A detenção se baseava em investigações que examinavam possíveis vazamentos de informações secretas por parte de Vanunu. Depois de algumas horas preso, Vanunu foi posto em prisão domiciliar, que duraria sete dias (veja ).
- Em 24 de dezembro de 2004, Vanunu foi preso numa tentativa de deixar o Estado de Israel. Depois de depositar uma fiança de 50 mil NIS (moeda israelense), foi posto em prisão domiciliar por cinco dias (veja ).

### 2005
- Em 26 de janeiro de 2005, A BBC noticiou que o vice-chefe do escritório da companhia em Israel, Simon Wilson, fora banido do Estado israelense, devido à recusa da BBC em entregar o material de uma entrevista feita com Vanunu. Simon Wilson foi readmitido em Israel em 12 de março, depois de um pedido formal de desculpas .
- Em 17 de março de 2005, Vanunu foi citado por 21 acusações de "contravenção à ordem legal", num máximo de 2 anos de prisão por acusação, e desde então espera pelo julgamento em liberdade.
- Em 18 de novembro de 2005, Vanunu foi preso ao norte de Jerusalém, pela tentativa de ingressar em território palestino .

### Em português
- Israel liberta "espião nuclear" após 18 anos de prisão (Folha de S. Paulo)
- "Espião nuclear" é preso em posto de segurança em Israel (Folha de S. Paulo)
- Londres forneceu plutônio a Israel para pesquisa na década de 1960 (Folha de S. Paulo)
- Liberdade para Mordechai Vanunu (Amnesty Group 19, Portugal)

### Em inglês
Documentos e entrevistas
- Artigos do Sunday Times de 1986
- Vanunu recebe o título de Doutor honoris causa
- Mordechai Vanunu desafia Israel em entrevista ao Democracy Now!
- Vanunu é preso pela polícia israelense
- Entrevista biográfica com Vanunu
- Nosso filho, o rebelde Entrevista com seus pais adotivos, 2002
- Entrevista para o metrô londrino

Declarações do governo israelense
- Memorando a respeito da condição de Mordechai Vanunu na página do Ministério das Relações Exteriores de Israel

Entidades de defesa dos direitos humanos
- Relatório da Anistia Internacional de 1998
- Relatório da Anistia Internacional de 2004
- Comunicado à imprensa da Anistia Internacional, abril de 2005
- Artigo da International Freedom of Expression

Outras notícias
- Excertos da declaração de Vanunu logo após sua saída da prisão
- Correspondente da BBC — A arma secreta de Israel, televisionado em 17 de março de 2003. Veja o script aqui
- Mordechai Vanunu e as armas atômicas de Israel
- A captura de Vanunu do ponto de vista da Mossad
- Comentário esquerdista a respeito da condição atual de Vanunu

Declarações públicas de Mordechai Vanunu
- Página pessoal de Mordechai Vanunu
- Cartas da solitária — livro que reúne cartas escritas por Vanunu durante seu período de encarceramento. Cópia em PDF: Versão reduzida, a versão completa, com todas as cartas, está disponível na página Father David's web site.
- Mordechai Vanunu: "Foi a bomba atômica o que permitiu a Israel continuar sua política de apartheid" Voltaire Network, Outubro de 2005

Páginas em defesa de Vanunu
- Doações são feitas a Vanunu através desta página
- O Prêmio Nobel Alternativo de Vanunu, 1987
- Prisioneiro de opinião, Mordechai Vanunu, sem restrições! (Artigo do Comitê israelense por um Oriente Médio livre de armas atômicas)
- Página de apoio à candidatura de Vanunu ao cargo de reitor da Universidade de Glasgow
- Campanha escocês-palestina em prol da solidariedade.